# Dryadella hirtzii
Dryadella hirtzii es una especie de orquídea de hábitos epifitas.

## Descripción
Es una orquídea de pequeño tamaño, de hábito creciente epífita  con ramicaules erectos envueltos basalmente por 2-3 vainas finas, sueltas, tubulares y llevando una sola hoja, apical, erecta, coriácea, de púrpura impregnada hacia la base, estrechamente lineal-obovada, aguda, estrechándose gradualmente por la base. Florece en el otoño en una inflorescencia muy corta de flores que abren sucesivamente y que serge derivada de cerca del vértice del ramicaule con una bráctea floral delgada.

## Distribución y hábitat
Se encuentra en Ecuador en los bosques nubosos en las elevaciones de 2000 a 3400 metros.

## Taxonomía
Dryadella hirtzii fue descrito por Luer  y publicado en Phytologia 46(6): 346. 1980.
Etimología
Dryadella: nombre genérico que hace una referencia a las mitológicas dríadas, ninfas de los bosques.
hirtzii: epíteto otorgado en honor del botánico Alexander C. Hirtz.